# Akademihotellet

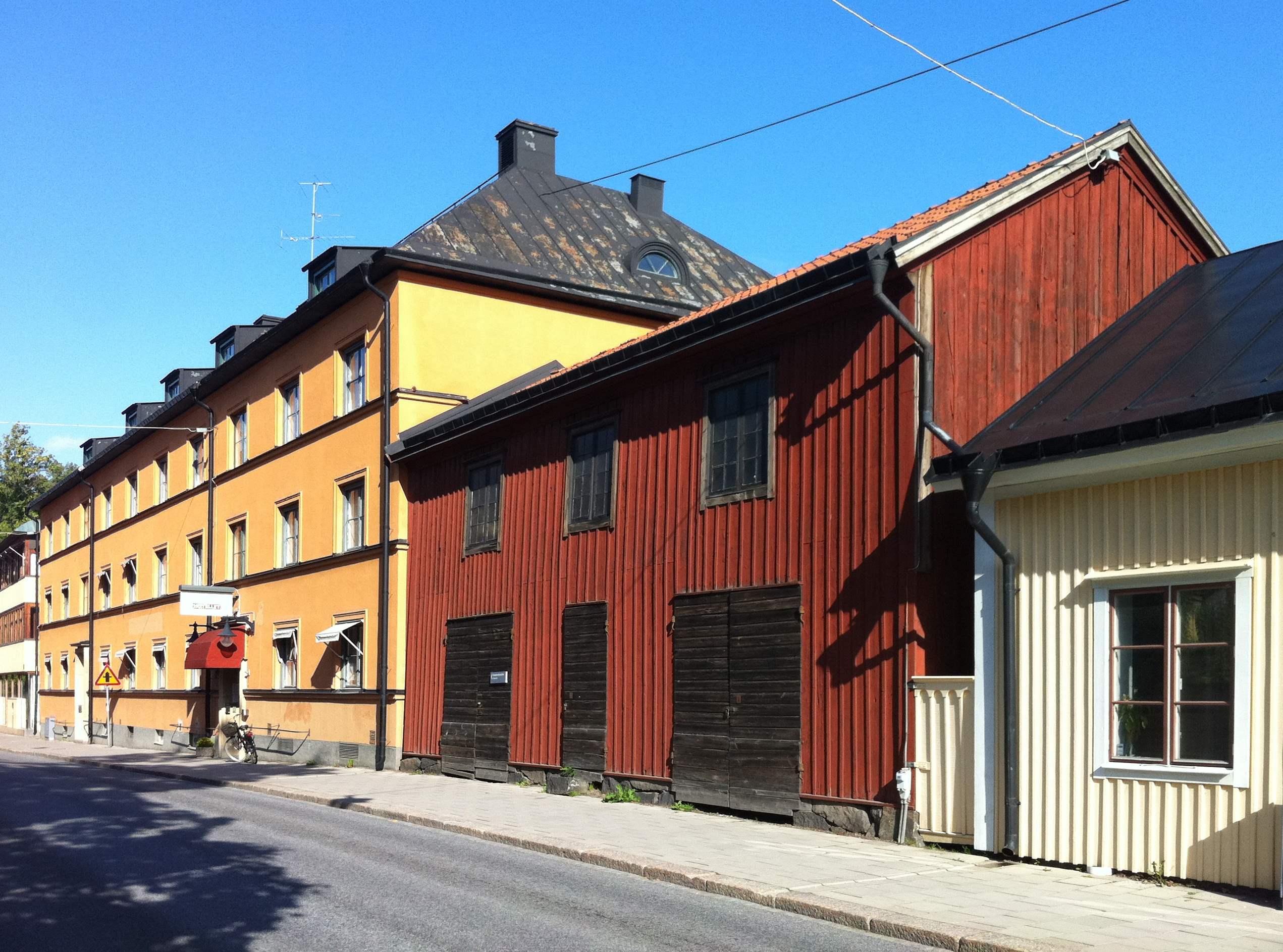
Akademihotellet är den gula byggnaden.

Akademihotellet är ett mindre hotell med 41 rum, 2 små lägenheter och 5 kurslokaler i centrala Uppsala, beläget vid Övre Slottsgatan. Hotellet ligger mitt i den historiska delen av staden med Domkyrkan, Slottet, Gustavianum, Carolina Rediviva och Universitetshuset alldeles intill.
Hotellbyggnaden uppfördes 1930 av Uppsala Studentkårs stiftelse, enligt ritningar av arkitekterna Rolf Engströmer, och Erik Högström och inrymde då de första studentkorridorerna i Uppsala. Endast manliga studenter var välkomna och huset fick därför namnet Gubbhyllan av studenthumorn.
Från 1960-talet användes huset - och grannhuset Clasonska gården - av Sidas kursgård som då startade utbildningar av utresande biståndspersonal. Den verksamheten pågick till 1996 då den lades ner. Samtidigt ingicks ett avtal med Uppsala universitet om övertagande av byggnad och logidelen av verksamheten under namnet Internationella kursgården.
Efter några år ändrades namnet till Akademihotellet, då verksamheten nu framför allt bestod av hotell- och konferenstjänster. Hotellet renoverades i etapper, blev populärt och fick av universitetet också i uppdrag att ansvara för möblerade bostäder till utländska gästforskare samt rum till utbytesstudenter.
2009 kom nästa förändring då universitetets ledning fattade beslut om att hotellverksamheten inte kunde vara kvar som en enhet inom universitetet. Riksrevisionen hade påpekat att regleringsbrevet inte tillät denna verksamhet. Man förde då över hela verksamheten till ett aktiebolag vars ägare är Uppsala Akademiförvaltning.
Hotellet var nu så väletablerat och välbesökt att det hade goda förutsättningar att få en framtid på den privata marknaden. Läget vid Övre Slottsgatan är centralt.